# Aleksandro-Nevskij
Aleksandro-Nevskij (in russo Александро-Невский?) è un insediamento di tipo urbano della Russia europea centrale, situato nell'oblast' di Rjazan'; è il centro amministrativo del distretto Aleksandro-Nevskij.
Si trova lungo la riva sinistra del fiume Chupta, 144 km a sud di Rjazan'.